# Ландщрасе
Ландщрасе (на немски: Landstraße) е третият окръг на Виена. Населението му е 91 754 жители (по приблизителна оценка от януари 2019 г.).

## Подразделения
- Вайсгербер
- Ердберг
- Ландщрасе